# Sjulsmyran
Sjulsmyran är ett naturreservat i robertsfors kommun i Västerbottens län.
Området är naturskyddat sedan 1998 och är 681 hektar stort. Reservatet består av de tre sammanhängande myrarna Sjulsmyran, Gårdmyran och Orrmyran med skogklädda myrholmar och omgivande skogsmark. Skogarna utgörs mesta av tallskogar, även i form av hällmarkstallskog och tallsumpskog som omger myrholmarna. Vid Ratubäcken växer äldre granskogar. Här och var finns också mindre partier med gransumpskog.